# Наумов Лев Миколайович
Лев Миколайович Наумов (рос. Лев Николаевич Наумов, 12 лютого 1925 — 21 серпня 2005) — радянський піаніст і педагог, заслужений артист Росії, Заслужений діяч мистецтв РРФСР.
Народився в Ростові. Освіту отримав в Московській консерваторії в класі професора Нейгауза. З 1955 і до останнього року життя викладав в Московській консерваторії, був членом журі багатьох конкурсів. В його класі вчилися такі згодом відомі піаністи, як Олексій Любімов, Андрій Хотеев,Володимир Віардо, Віктор Єресько, Андрій Гаврилов, Олексій Султанов, Олександр Торадзе та інші.